# Xove
Xove és un municipi costaner de la província de Lugo, a Galícia. Pertany a la comarca d'A Mariña Occidental.
Es troba a la zona de les Rías Altas del mar Cantàbric que en contrast amb les Rías Baixas del mar Atlàntic oferixen un paisatge més abrupte amb una costa molt retallada, molt bons abrics, un gran onatge i molta riquesa en pesca, a més d'espaioses platges de sorra blanca i fina, alguna de les quals es troba encara en estat semisalvatge de gran bellesa. Dintre del terme i en la parròquia de Xuances es troba l'església de San Pedro de Xuances composta de tres naus de dos trams amb arc escarser en l'entrada.

## Parròquies
- Lago (Santa Eulalia)
- O Monte (Santo Isidoro)
- Morás (San Clemente)
- Portocelo (San Tirso)
- A Rigueira (San Miguel)
- Sumoas (Santo Estevo)
- Xove (San Bartolo)
- Xuances (San Pedro)